# Koyra Chiini
Koyra Chiini (koyra ʧiini, wörtlich „Stadtsprache“; auch West-Songhay) ist eine in Mali (dort in Timbuktu und den Niger-Fluss aufwärts in Diré, Tonka, Goundam und Niafunké sowie in der saharanischen Stadt Araouane) von ca. 200.000 Menschen (Stand 1999, Tendenz steigend) gesprochene Songhai-Sprache.
Östlich von Timbuktu wird Koyra Chiini relativ abrupt von Koyra Senni (oder Ost-Songhay) abgelöst.

## Bibliographie
- Jeffrey Heath: A Grammar of Koyra Chiini, the Songhay of Timbuktu. Mouton de Gruyter, Berlin – New York 1998. ISBN 3-11-016285-7